# Strażnice Wojsk Ochrony Pogranicza
Strażnice Wojsk Ochrony Pogranicza – podstawowy pododdział graniczny Wojsk Ochrony Pogranicza ochraniający odcinek granicy państwowej poza przejściami granicznymi w celu niedopuszczenia do jej nielegalnego przekraczania oraz wykonujący określone zadania w systemie bezpieczeństwa i porządku publicznego.

## Formowanie
Rozkazem organizacyjnym naczelnego dowódcy WP0245/org. z 13 września 1945 roku powołano Wojska Ochrony Pogranicza. Do 1 października 1945 roku miano sformować Departament Wojsk Ochrony Pogranicza. Pośredni organ dowodzenia, wydziały WOP, organizowane były w nadgranicznych okręgach wojskowych. Sformowano łącznie sześć wydziałów służby pogranicza, jedenaście oddziałów ochrony pogranicza i siedemnaście samodzielnych kompanii łączności. Poszczególne oddziały ochrony pogranicza różniły się pod względem liczby komend odcinków i strażnic. Łącznie miały powstać 53 komendy odcinków oraz 249 strażnic.
W 1947 roku wprowadzono klasyfikację strażnic granicznych na:
- strażnice I kategorii – 55 wojskowych
- strażnice II kategorii – 43 wojskowych
- strażnice III kategorii – 31 wojskowych
- strażnice IV kategorii – 25 wojskowych

## Struktura organizacyjna strażnicy
W 1945 roku stan etatowy strażnicy WOP był jednakowy i liczył 56 żołnierzy. Kierownictwo strażnicy stanowili: komendant strażnicy, zastępca komendanta do spraw polityczno-wychowawczych i zastępca do spraw zwiadu. Strażnica składała się z dwóch drużyn strzeleckich, drużyny fizylierów, drużyny łączności i gospodarczej. Etat przewidywał także instruktora do tresury psów służbowych oraz instruktora sanitarnego. Uzbrojenie strażnicy stanowiło: 3 pistolety, 25 pistoletów maszynowych, 2 ręczne karabiny maszynowe, 2 karabiny wyborowe, 23 karabiny, 7 szabli. Do dyspozycji obsady strażnicy było 11 koni wierzchowych i 2 taborowe.
Jesienią 1946 roku nastąpiło zmniejszenie etatów strażnic z 56 do 47 żołnierzy. Między innymi zniesiono wówczas etaty zastępców dowódców strażnic ds. polityczno-wychowawczych.
Struktura strażnicy I kategorii w latach 60. XX wieku
Dowódca strażnicy
- dowództwo strażnicy
  - zastępca dowódcy strażnicy do spraw politycznych
  - szef strażnicy
  - podoficer łączności
  - radiotelegrafista-konserwator urządzeń technicznych
- 1 pluton piechoty
  - trzy drużyny piechoty
- 2 pluton piechoty
- drużyna obsługi

Razem w strażnicy I kategorii - 84 ludzi

## Strażnice WOP – 1946
W maju 1946 roku dyslokacja strażnic WOP przedstawiała się następująco 

- 1 strażnica – Karpacz (Wilcza Poręba)
- 2 strażnica – Hinter Zaalberg
- 3 strażnica – Bande
- 4 strażnica – Karlsthal
- 5 strażnica – Karlsthal
- 6 strażnica – Kammheuser
- 7 strażnica – Czerniawa-Zdrój
- 8 strażnica – Świecie
- 9 strażnica – Miedziana
- 10 strażnica – Zawidów Osiedle (Scheiba)
- 11 strażnica – Wigancice Żytawskie
- 12 strażnica – Markocice
- 13 strażnica – Porajów
- 14 strażnica – Białopole
- 15 strażnica – Bratków
- 16 strażnica – Radomierzyce
- 17 strażnica – Zgorzelec
- 18 strażnica – Pieńsk
- 19 strażnica – Bielawa Dolna
- 20 strażnica – Sobolice
- 21 strażnica – Przewóz
- 22 strażnica – Łęknica
- 23 strażnica – Żarki Wielkie
- 24 strażnica – Olszyna
- 25 strażnica – Zasieki
- 26 Strażnica – Strzegów[a]
- 27 Strażnica – Późna[b]
- 28 Strażnica – Markosice[c]
- 29 Strażnica – Polanowice[d][a]
- 30 Strażnica – Sękowice[e]
- 31 Strażnica – Gubin południowy[f]
- 32 Strażnica – Gubin północny
- 33 Strażnica – Budoradz[a]
- 34 Strażnica – Żytowań
- 35 Strażnica – Kosarzyn[g]
- 36 strażnica – Rapczyn
- 37 strażnica – Kłopot[a]
- 38 strażnica – Grzmiąca[a]
- 39 strażnica – Przyrzecze
- 40 strażnica – Urad
- 41 strażnica – Rybocice
- 42 strażnica – Świecko[a]
- 43 strażnica – Słubice południowy wschód[a]
- 44 strażnica – Słubice północ
- 45 strażnica – Nowy Lubusz
- 46 strażnica – Tyrpice (Pławidło)
- 47 strażnica – Pamięcin[a]
- 48 strażnica – Owczary[a]
- 49 strażnica – Górzyca
- 50 strażnica – Górzyca północ
- 51 strażnica – Kostrzyn
- 52 strażnica – Namyślin
- strażnica nr 53 – Czelin
- strażnica nr 54 – Stare Łysogórki
- strażnica nr 55 – Stara Rudnica
- 56 strażnica – Cedynia
- strażnica nr 57 – Piasek
- strażnica nr 58 – Krajnik Dolny
- strażnica nr 59 – Ognica
- strażnica nr 60 – Marwice
- 61 strażnica – Kamieniec
- 62 strażnica – Barnisław
- 63 strażnica – Dołuje
- 64 strażnica – Dobra
- 65 strażnica – Rzędziny
- 66 strażnica – Myślibórz Wielki
- 67 strażnica – Karszno
- 68 strażnica – Brzózki
- 69 strażnica – Drogoradz
- 70 strażnica – Warnołęka
- 71 strażnica – Karsibór
- 72 strażnica – Świnoujście
- 73 strażnica – Przytór
- 74 strażnica – Lubin
- 75 strażnica – Wolin
- 76 strażnica – Kołczewo
- 77 strażnica – Dziwnów
- 78 strażnica – Nowe Śliwno
- 79 strażnica – Głębokie[8]
- 80 strażnica – Grzybowo
- 81 strażnica – Kołobrzeg
- 82 strażnica – Gąski
- 83 strażnica – Mielno
- 84 strażnica – Ewentin[8]  (Łazy)
- 85 strażnica – Darłowo
- 86 strażnica – Słupsk
- 87 strażnica – Modła
- 88 strażnica – Dębina
- 89 strażnica – Rowy[8]
- 90 strażnica – Łeba
- 91 strażnica – Zakęcin
- 92 strażnica – Biała Góra
- 93 strażnica – Kalwaria
- 94 strażnica – Hallerowo
- 95 strażnica – Puck
- 96 strażnica – Hel
- 97 strażnica – Gdynia
- 98 strażnica – Sopot
- 99 strażnica – Gdańsk
- 100 strażnica – Bask
- 101 strażnica – Stegna
- 102 strażnica – Tulce
- 103 strażnica – Elbląg
- 104 strażnica – Tolkmicko
- 105 strażnica – Krynica Morska
- 106 strażnica – Frombork
- 107 strażnica – Młoteczno[h]
- 108 strażnica – Żelazna Góra
- 109 strażnica – Głębock[a]
- 110 strażnica – Warszkajty
- 111 strażnica – Posłusze (Posłoszyn)
- 112 strażnica – Szczurkowo
- 113 strażnica – Grünhof[9] (Gaj)
- 114 strażnica – Wielewo[i]
- 115 strażnica – Rudziszki
- 116 strażnica – Sobiechy
- 117 strażnica – Rapa
- 118 strażnica – Gołdap
- 119 strażnica – Dubeninki (Dudienniki)
- 120 strażnica – Wiżajny
- 121 strażnica – Rutka-Tartak
- 122 strażnica – Wołyńce
- 123 strażnica – Sankury
- 124 strażnica – Hołny Wolmera
- 125 strażnica – Stanowisko
- 126 strażnica – Markowice
- 127 strażnica – Chorościany
- 128 strażnica – Kuźnica
- 129 strażnica – Myszkienniki Wielkie
- 130 strażnica – Krynki
- 131 strażnica – Kruszyniany
- 132 strażnica – Jałówka
- 133 strażnica – Masiewo
- 134 strażnica – Białowieża
- 135 strażnica – Jodłówka
- 136 strażnica – Czeremcha
- 137 strażnica – Tokary
- 138 strażnica – Wygoda
- 139 strażnica – Krzyczew
- 140 strażnica – Terespol
- 141 strażnica – Kodeń
- 142 strażnica – Długobrody
- 143 strażnica – Sobibór
- 144 strażnica – Zbereże
- 145 strażnica – Świerże
- 146 strażnica – Dubienka
- 147 strażnica – Matcze
- 148 strażnica – Strzyżów
- 149 strażnica – Kosmów
- 150 strażnica – Bełz
- 151 strażnica – Bełz
- 152 strażnica – Żużel
- 153 strażnica – Uhnów
- 154 strażnica – Mosty Małe
- 155 strażnica – Dziewięcierz
- 156 strażnica – Sieniawka
- 157 strażnica – Wielkie Oczy
- 158 strażnica – Kalniaków
- 159 strażnica – Torki
- 160 strażnica – Stanisławczyk
- 161 strażnica – Kalwaria
- 162 strażnica – Wojtkowa
- 163 strażnica – Stańkowa
- 164 strażnica – Zawóz
- 165 strażnica – Hulskie
- 166 strażnica – Stuposiany
- 167 strażnica – Bukowiec
- 168 strażnica – Ustrzyki Górne
- 169 strażnica – Wetlina
- 170 strażnica – Roztoka Górna
- 171 strażnica – Bolnica/Wola Michowa
- 172 strażnica – Łupków
- 173 strażnica – Radoszyce
- 174 strażnica – Jasiel
- 175 strażnica – Jaśliska
- 176 strażnica – Barwinek
- 177 strażnica – Ożenna
- 178 strażnica – Konieczna
- 179 strażnica – Wysowa
- 180 strażnica – Muszynka
- 181 strażnica – Muszyna
- 182 strażnica – Żegiestów
- 183 strażnica – Piwniczna
- 184 strażnica – Szczawnica
- 185 strażnica – Niedzica
- 186 strażnica – Jurgów
- 187 strażnica – Skała, Łysa Polana[10]
- 188 strażnica – Kuźnice, Kościelisko[10]
- 189 strażnica – Rostki Kiry[10]
- 190 strażnica – Chochołów
- 191 strażnica – Chyżne
- 192 strażnica – Winiarczykówka, Lipnica Wielka[10]
- 193 strażnica – Przywarówka
- 194 strażnica – Widły - Czatoza, Zawoja
- 195 strażnica – Korbielów
- 196 strażnica – Złatna
- 197 strażnica – Glinka [10]
- 198 strażnica – Kolonia
- 199 strażnica – Zwardoń
- 200 strażnica – Koniaków
- 201 strażnica – Jasnowice
- 202 strażnica – Stożek
- 203 strażnica – Polana
- 204 strażnica – Punców
- 205 strażnica – Cieszyn
- 206 strażnica – Kaczyce
- 207 strażnica – Marklowice
- 208 strażnica – Godów
- 209 strażnica – Gorzyce
- 210 strażnica – Zebenkau
- 211 strażnica – Owschutz
- 212 strażnica – Kranowitz
- 213 strażnica – Katscher
- 214 strażnica – Rozumowice
- 215 strażnica – Pilszcz
- 216 strażnica – Boboluszki
- 217 strażnica – Bliszczyce
- 218 strażnica – Chomiz
- 219 strażnica – Dobieszów
- 220 strażnica – Pomonowice
- 221 strażnica – Dytmarów
- 222 strażnica – Kunzendorf
- 223 strażnica – Zwierzynie
- 224 strażnica – Głuchołazy
- 225 strażnica – Hirshdorf[8]
- 226 strażnica – Warmałcice
- 227 strażnica – Górna Jasienica
- 228 strażnica – Ujazd
- 229 strażnica – Złoty Stok
- 230 strażnica – Ludwikowo
- 231 strażnica – Nowa Wieś
- 232 strażnica – Bolesławów
- 233 strażnica – Kamienica
- 234 strażnica – Jodłowo
- 235 strażnica – Bobrza[j]
- 236 strażnica – Marynowo?[k]
- 237 strażnica – Siedlisko
- 238 strażnica – Mostowice
- 239 strażnica – Zieleniec
- 240 strażnica – Lewin Kłodzki
- 241 strażnica – Słone
- 242 strażnica – Strużyny
- 243 strażnica – Gródek
- 244 strażnica – Konary[l]
- 245 strażnica – Łomnica
- 246 strażnica – Kamionka
- 247 strażnica – Albinowo
- 248 strażnica – Lubawka
- 249 strażnica – Zacisze

dodano w 1948
- 250 strażnica  – Huskie
- 251 strażnica  – Stuposiany
- 252 strażnica  – Ustrzyki Górne
- 253 strażnica  – Ustrzyki Górne
- 254 strażnica  – Wetlina
- 255 strażnica  – Roztoki Górne